# Heinkel He 178
El Heinkel He 178 fue el primer avión en el mundo que remontó el vuelo propulsado por un motor de reacción. Siendo un diseño estrictamente experimental de la firma alemana Heinkel, voló casi dos años antes que el Gloster E.28/39 británico, dando origen a una nueva etapa en el desarrollo de la aviación. Se lo puede considerar el primero en ofrecer un uso práctico del motor de reacción, no siendo el primer aeroplano en usarlo. Esta forma de propulsión fue utilizada por primera vez en el Coandă-1910, el cual estaba equipado con un termorreactor (un tipo específico de motor de combustión interna alternativo).

## Desarrollo
Su fabricante, empresa alemana de ingeniería aeronáutica constituida con capital privado y dirigida por el ingeniero Ernst Heinkel, se caracterizaba por financiar conceptos radicales en desarrollos para la aviación. Al mismo tiempo que se desarrollaban los trabajos del avión cohete He 176, se acometió el diseño de este avión. De la mesa de diseño de los gemelos Siegfried y Walter Günter nació un pequeño aeroplano de alas rectas de madera, montadas en la parte superior de un fuselaje metálico, con el turborreactor colocado dentro del mismo complementado con una toma de aire frontal y un tren de aterrizaje retráctil (fijado con pernos en el vuelo inicial) y con rueda de cola. Su motor se desarrolló a partir de los trabajos realizados por el joven ingeniero alemán Hans von Ohain, quien en 1936 presentó a la firma un bosquejo para la construcción de un motor a reacción centrífugo que se convertiría en el motor HeS 3b el cual alcanzaba en sus etapas iniciales un empuje efectivo de 340 kgf. M Hahn, de Heinkel, solicitó el 31-5-1939 una patente para esa turbina, concedida el 16 de septiembre de 1941, US2256198.

### Primer vuelo

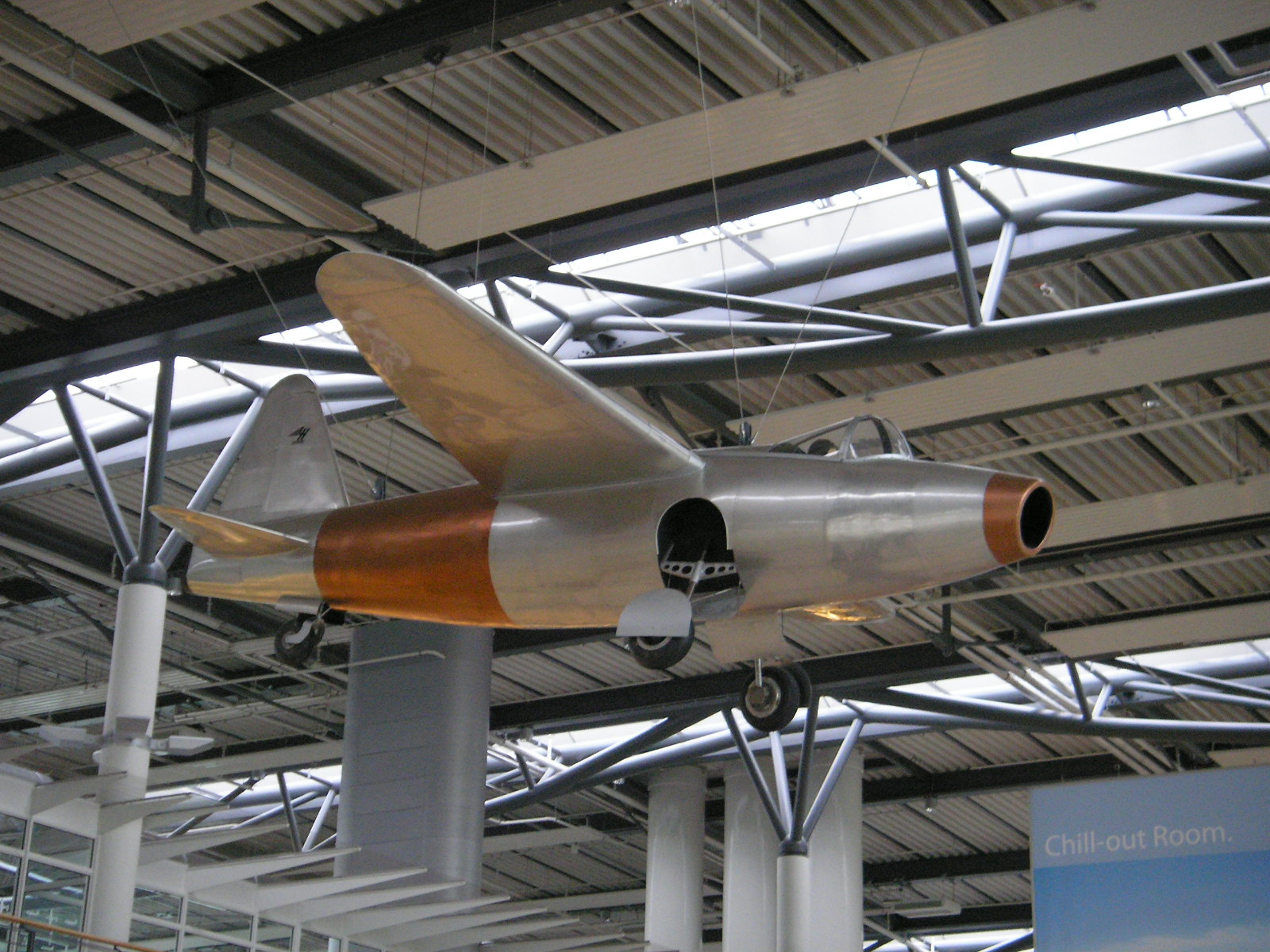
Réplica del He 178. en el Aeropuerto de Rostock-Laage.

Cinco días antes de estallar la Segunda Guerra Mundial, el 27 de agosto de 1939, el He 178, pilotado por el capitán Erich Warsitz, sobrevoló el aeródromo de la factoría en Rostock-Marienehe. Los resultados del primer vuelo entregaron una velocidad máxima de 648 km/h, muy superior a la de los aviones a pistón del momento, y una velocidad crucero de 584 km/h. Esa turbina quemaba hidrógeno.
Sin embargo, debido a que los militares alemanes estaban convencidos de que el conflicto recién iniciado podía ganarse con las armas convencionales disponibles y el conservadurismo acerca del diseño en general del avión demostrado por ellos, no se mostró ningún interés oficial en la expansión del nuevo concepto. El proyecto fue costeado principalmente con fondos particulares y hasta el 28 de octubre de 1939 no fue examinado en vuelo por los representantes del Reichsluftfahrtministerium, los generales Ernst Udet, Erhard Milch y Lucht. El aparato no despertó gran interés. Sin embargo, Heinkel era obstinado y se decidió a emprender, con su propio capital, la construcción de un caza a reacción: el Heinkel He 280.

### Epílogo
Finalmente, se esbozó un prototipo mejorado del He 178 de mayor envergadura, pero nunca fue construido. El He 178 fue destinado para exhibición en el Museo Técnico Alemán en Berlín, donde fue destruido como resultado de los bombardeos sobre la ciudad durante la Segunda Guerra Mundial.

## Especificaciones

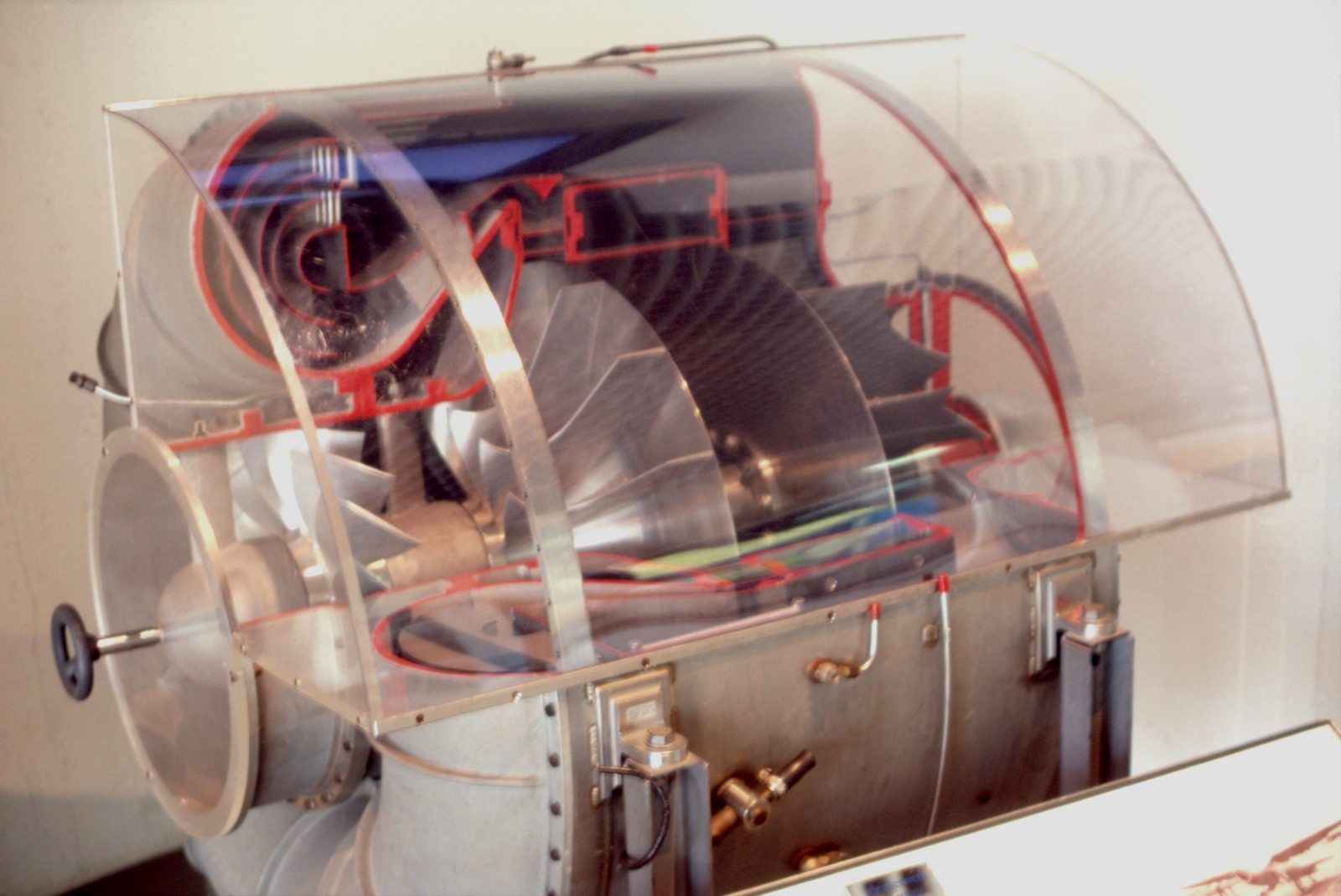
Réplica del turborreactor Heinkel HeS 3

### Características generales
- Tripulación: 1
- Longitud: 7,48 m
- Envergadura: 7,20 m
- Altura: 2,10 m
- Superficie alar: 9,1 m²
- Peso vacío: 1.620 kg
- Peso cargado: 1998 kg
- Planta motriz: 1× reacción compresor centrifugo Heinkel HeS 3.
  - Empuje normal: 4.9 kN (1.100 lbf) a 11.600 rpm de empuje.

### Rendimiento
- Velocidad máxima operativa (Vno): 648 km/h
- Radio de acción: 200 km

### Aeronaves similares
- Heinkel He 280
- Gloster E.28/39